# 极速前进29
《极速前进29》（The Amazing Race 29），是CBS的流行真人競賽節目《极速前进》的第二十九季。本季与以往各季不同，二十二位选手将以个人身份前往起跑线，然后通过起跑线任务搭配成十一支二人组合。十一支队伍為最終大獎——一百萬美元進行環球旅行競賽。

## 製作

### 發展及拍攝
本季于美国时间6月10日在洛杉矶起跑。

### 參賽者
继第二十六季的相亲队伍后。本季的參賽者全為素不相识的人，然后在起跑线搭配组合。

### 播出时间
本季将不同于以往在CBS的春秋档期播出（9月下旬至12月中旬；2月中下旬至5月中旬），而是推迟至2017年3月30日播出，距离上一季度极速前进28的季终集整整10个月。
在香港，本季繼續於無綫電視明珠台逢星期五黃金時段內播出，並首次設有粵語配音 (亦是唯一一次)。

## 参赛者
正式开始比赛前的挑战被用来确定22名选手的排名。 然后，最高排名的不配对的参赛者被允许作为他或她的队友起草任何剩余的不配对的参赛者,这个过程一直持续到十一支队伍确定。 选择完全取决于第一次挑战中的第一印象和互动参与者之间的相互作用。 每个团队都会使用独特的标签列表显示图形用于识别它们。
| 隊伍成員                           | 隊伍成員 | 隊伍成員 | 隊伍成員       | 隊伍成員                            | 隊伍成員 | 隊伍成員 | 隊伍成員     | 隊伍名稱           |
| 參賽者                             | 粵語配音 | 參賽年齡 | 職業           | 參賽者                              | 粵語配音 | 參賽年齡 | 職業         | 隊伍名稱           |
| ---------------------------------- | -------- | -------- | -------------- | ----------------------------------- | -------- | -------- | ------------ | ------------------ |
| 賽斯·泰勒 Seth Tyler               | 張錦江   | 37歲     | 警官           | 奧莉薇·勃列加德 Olive Beauregard    | 朱妙蘭   | 24歲     | 消防員       | #TeamAmerica       |
| 麥特·拉德利 Matt Ladley            | 李致林   | 25歲     | 職業滑雪板選手 | 瑞德蒙·拉莫斯 Redmond Ramos         | 蘇強文   | 28歲     | 勵志演說家   | #TheBoys           |
| 夏米爾·阿澤諾 Shamir Arzeno        | 李安邦   | 28歲     | 銀行業務員     | 莎拉·福勒 Sara Fowler               | 張頌欣   | 27歲     | 豪宅房仲     | #TeamSandSExpress  |
| 史考特·佛蘭瑞 Scott Flanary        | 黃啟昌   | 34歲     | 大學招聘經理   | 布魯克·卡米 Brooke Camhi            | 劉惠雲   | 36歲     | 刑事辯護律師 | #TeamWill&Grace    |
| 貝卡·德羅 Becca Droz               | 詹健兒   | 26歲     | 攀岩教練       | 佛洛伊德·皮爾斯 Floyd Pierce        | 巫哲棋   | 21歲     | 大學生       | #TeamFun           |
| 凡克·朱 Vanck Zhu                  | 鄧港文   | 28歲     | 投資研究員     | 愛希頓·泰斯 Ashton Theiss           | 吳羨婷   | 25歲     | 房仲         | #TeamVanck&Ashton  |
| 塔拉·卡爾 Tara Carr                | 沈小蘭   | 38歲     | 陸軍幹事       | 喬伊·科維諾 Joey Covino             | 陳卓智   | 46歲     | 警官         | #TeamMom&Dad       |
| 倫敦·凱伊 London Kaye              | 陳皓宜   | 27歲     | 街頭畫家       | 羅根·鮑爾 Logan Bauer               | 雷霆     | 27歲     | 骨科設備專家 | #TeamLoLo          |
| 珍·李 Jenn Lee                     | 成瑤孆   | 25歲     | 模特兒         | 凱文·伍 Kevin Ng                    | 李震權   | 31歲     | 運動訓練師   | #LongHairDon'tCare |
| 麥可·拉多 Michael Rado             | 李鎮然   | 37歲     | 屠夫           | 莉茲·埃斯佩 Liz Espey               | 黃昕瑜   | 24歲     | 拍賣官       | #TeamLizandMike    |
| 潔西·琳·席爾斯 Jessie Lynn Shields | 謝潔貞   | 28歲     | 警犬训练员警   | 弗蘭西斯卡·皮寇利 Francesca Piccoli | 曾佩儀   | 33歲     | 陸軍軍士     | #TeamSwoleSisters  |

## 比賽結果
因為可能要增刪一些資料，此列表並不一定會完全反映所有播映版本的內容。下表列出的隊員關係為節目拍攝時期的狀態，關係描述為官方版本。
| 隊伍               | 队伍名称           | 分段比賽成績 | 分段比賽成績 | 分段比賽成績 | 分段比賽成績 | 分段比賽成績 | 分段比賽成績 | 分段比賽成績 | 分段比賽成績 | 分段比賽成績 | 分段比賽成績 | 分段比賽成績 | 分段比賽成績 | 路障完成情况          |
| 隊伍               | 队伍名称           | 1            | 2            | 3            | 4            | 5ε4          | 6            | 7            | 86           | 9            | 10           | 118          | 12           | 路障完成情况          |
| ------------------ | ------------------ | ------------ | ------------ | ------------ | ------------ | ------------ | ------------ | ------------ | ------------ | ------------ | ------------ | ------------ | ------------ | --------------------- |
| Brooke & Scott     | #TeamWill&Grace    | 4th          | 6th          | 6th          | 7th          | 6th          | 5th          | 4th          | 3rd⊃         | 4th          | 2nd          | 1st          | 1st          | Brooke 5, Scott 6     |
| Tara & Joey        | #TeamMom&Dad       | 6th          | 7th          | 2nd⊃         | 1st          | 1st          | 3rd          | 3rd          | 1st⋑         | 5th          | 3rd          | 3rd          | 2nd          | Tara 5, Joey 6        |
| London & Logan     | #TeamLoLo          | 8th          | 8th          | 5th          | 5th          | 5th          | 6th          | 5th          | 4th          | 3rd          | 4th          | 2nd          | 3rd          | London 6, Logan 5     |
| Matt & Redmond     | #TeamBoys          | 3rd          | 3rd          | 4th⋐         | 4th          | 2nd          | 2nd          | 1st          | 2nd          | 2nd          | 1st          | 4th          |              | Matt 6, Redmond 5     |
| Becca & Floyd      | #TeamFun           | 2nd          | 5th          | 8th2         | 2nd          | 3rdƒ         | 1st⋑5        | 2nd          | 5th⋐         | 1st          | 5th7         |              |              | Becca 4, Flyod 4      |
| Liz & Michael      | #TeamLizandMike    | 10th         | 1st          | 1st          | 3rd          | 7th          | 4th⊃         | 6th          | 6th⊂         |              |              |              |              | Liz 4, Michael 3      |
| Vanck & Ashton     | #TeamVanck&Ashton  | 7th          | 2nd          | 3rd⋑         | 6th          | 4th          | 7th⊂         |              |              |              |              |              |              | Vanck 3, Ashton 2     |
| Shamir & Sara      | #TeamSandsexpress  | 5th          | 9th          | 7th          | 8th3         |              |              |              |              |              |              |              |              | Shamir 2, Sara 1      |
| Seth & Olive       | #TeamAmerica       | 1st          | 4th          | 9th⊂         |              |              |              |              |              |              |              |              |              | Seth 1, Olive 1       |
| Jessie & Francesca | #TeamSwoleSisters  | 9th          | 10th         |              |              |              |              |              |              |              |              |              |              | Jessie 0, Francesca 1 |
| Jenn & Kevin       | #LongHairDon'tCare | 11th1        |              |              |              |              |              |              |              |              |              |              |              | Jenn 0, Kevin 0       |

- 紅 : 該隊已被淘汰
- 下線藍：該隊最後抵達非淘汰提示站，他們須在下賽段接受「減速障礙」（Speed Bump）任務。
- 棕⊃或青⊃：該隊為兩隊中，使用「雙重迴轉」（Double U-turn）之其中一隊隊伍；⊂或⋐是被指定迴轉的队伍。⊂ ⋑表示回转未使用。
- 紫ε：該隊於賽段中使用「迅速通關卡」（Express Pass）。洋紅ə：該隊於賽段中使用，獲另一隊給予的第二張「迅速通關卡」。
- 綠ƒ：該隊贏得「通行證」（Fast Forward）；而附有ƒ的賽程號碼表示雖然該賽段有通行證但並無隊伍選擇使用。
- 下线黑：該賽段提示站並無設強制休息時段，隊伍被指示立即進入下一賽段繼續比賽，而本賽段的首名隊伍不會獲賽段獎項。

1. ^  Jenn & Kevin本来为第10队到达中继站，但由于他们抵达绕道任务地点时太晚，天色已转黑，安全起见导致他们不能够完成任务，所以罚时两小时，导致他们的排名掉到最后被淘汰。
2. ^  Becca & Floyd原本為第五隊到達中繼站，但由於他們中途遺失護照，在他們找回之前不能簽到。在這期間，London & Logan，Brooke & Scott和Shamir & Sara三隊都相繼簽到。導致他們找回護照後掉到第八名。
3. ^  Shamir & Sara由于落后太多，导致他们在路障任务地点关门时仍未完成任务。而其他队伍都已经签到，所主持人Phil亲自前往任务地点宣布他们被淘汰。
4. ^  Becca & Floyd在起跑任务后获得迅速通关卡，但由于他们没有在规定赛段（第五赛段）前使用，所以要归还直通卡。
5. ^  Becca & Floyd原本回转Liz & Michael，但后者已经到达过回转點，所以该回转无效。
6. ^  Becca & Floyd由於超速而被罰時10分鐘，但由於沒有太大的影響，因此並沒有在正片中播出。
7. ^  Becca & Floyd由於Floyd中暑導致身體不適，未能完成全部賽段任務。其他隊伍全部簽到後，主持人Phil亲自前往他們的休息地點宣布他們被淘汰。
8. ^  該賽段有兩個路障而沒有繞道，因此每位隊員都需要完成一個路障。

## 每集標題語錄
每集標題通常引用自參加者說過的話。
1. "We're Coming For You, Phil!" – （巴拿马城，巴拿马）- Seth
2. "Scared Spitless" – （圣保罗，巴西）- Liz
3. "Bucket List Type Stuff" –（桑給巴爾，坦桑尼亞）- Logan
4. "Another One Bites the Dust" –（達累斯薩拉姆，坦桑尼亞）- Liz
5. "Have Faith in Me, Broski" –（奧斯陸，挪威）- Liz
6. "Double U-Turn Ahead" –（米兰，意大利）- 多位选手
7. "Have Fun and Get It Done" –（威尼斯，意大利）- Tara
8. "Good Job, Donkey" –（雅典，希臘）- Tara
9. "I Thought We Were Playing It Nice" –（河內，越南）- London
10. "Riding a Bike Is Like Riding a Bike" –（寧平，越南）- London
11. "As Easy As Stacking Cups" –（首爾，韓國）- Redmond
12. "We're Going To Victory Lane" –（芝加哥，美國）- 賽車任務中的賽車手（非選手）

## 獎項
個人獎項颁發给每赛段的冠軍隊伍。所有旅程都是由Travelocity提供。
- 第一段 - 每人2000美元獎金（未播出）。
- 第二段 - 巴巴多斯雙人遊。
- 第三段 - 荷蘭阿姆斯特丹雙人遊。
- 第四段 - 每人5000美元獎金。
- 第五段 - 無
- 第六段 - 阿根廷雙人遊。
- 第七段 - 格瑞那達雙人遊。
- 第八段 - 每人7500美元獎金。
- 第九段 - 加拉帕戈斯群島雙人遊。
- 第十段 - 哥斯達黎加雙人遊。
- 第十一段 - 無
- 第十二段 - 一百萬美元

## 旅程
美国 →  巴拿马 →  巴西 →  坦桑尼亚 →  挪威 →  義大利 →  希腊 →  越南 →   →  美国

## 賽段摘要

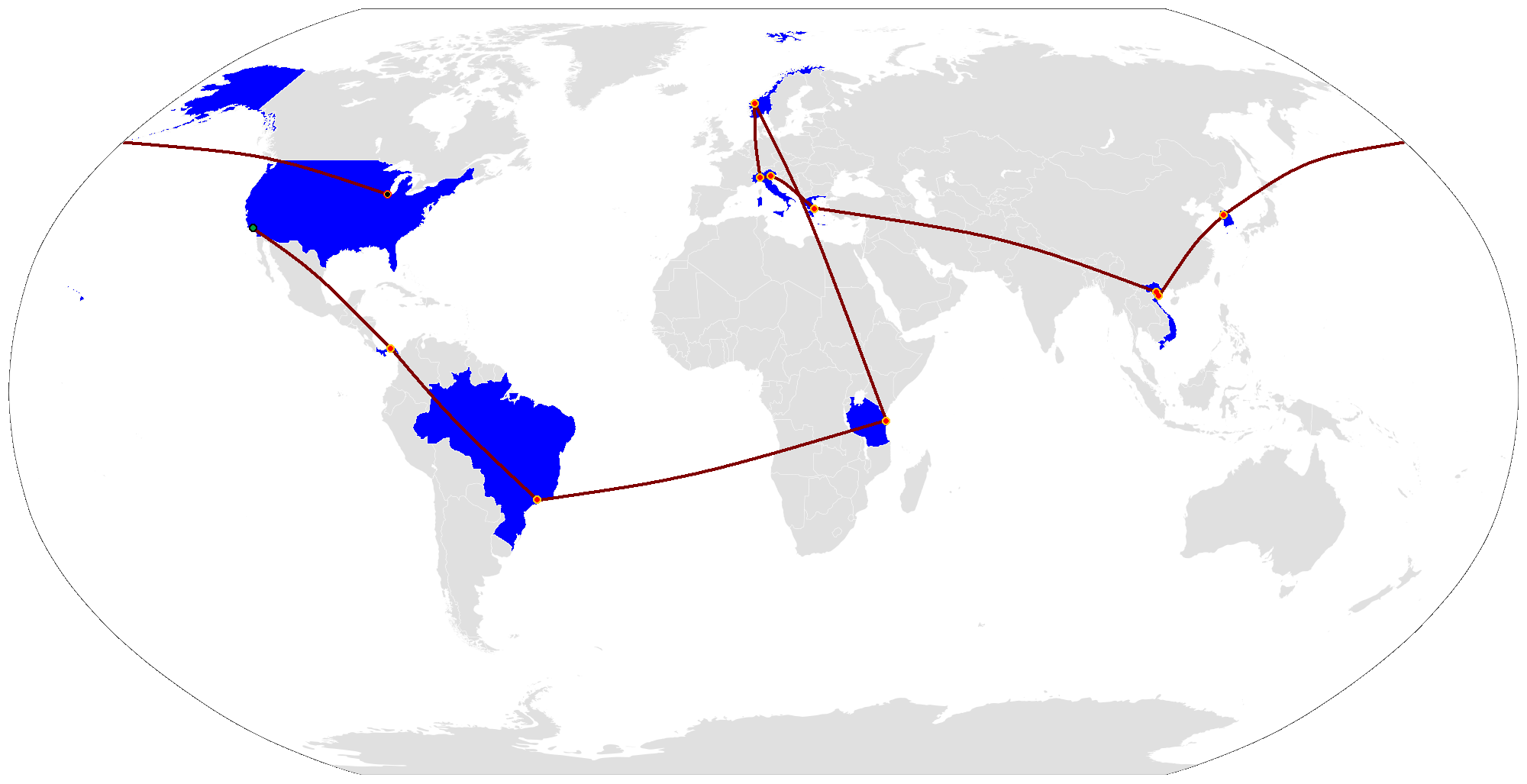
本赛季的路线图。

### 第一段（美國 → 巴拿马）

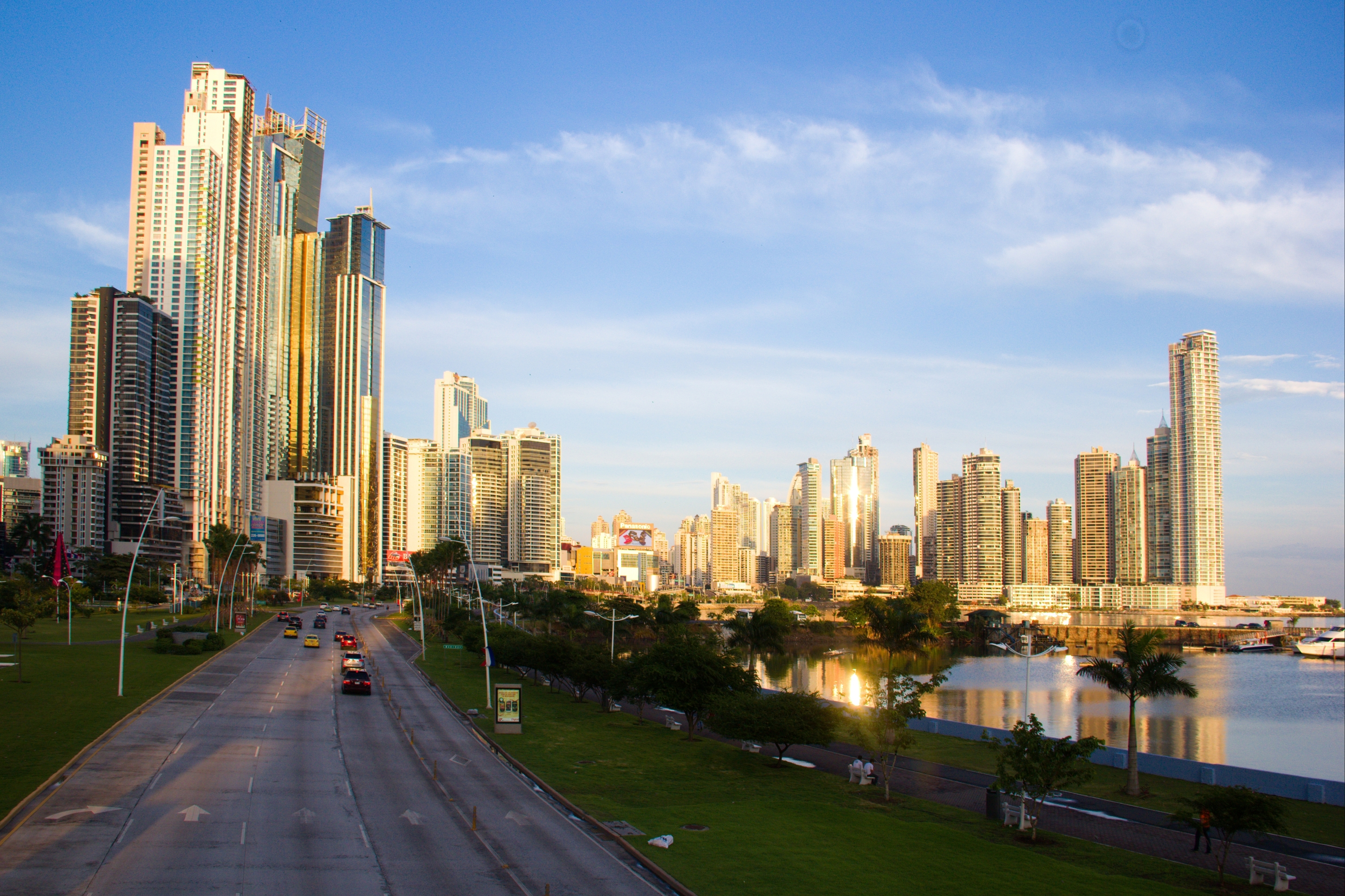
位于巴拿马城的Cinta Coster（海滨大道）为本赛季的第一个中继站。

- 美国，加利福尼亚州，洛杉矶 （宏望公园）（起跑線）
- 洛杉矶 （F&M Gallery - 行李箱专卖店）（起跑线任务）
- 洛杉矶（洛杉矶国际机场）到 巴拿马, 巴拿马城（托库门国际机场）
- 巴拿马运河（米拉弗洛雷斯水闸）[AT1]
- 莎柏蘭尼亞國家公園（树冠之塔）[AT2]
- 甘博亚（甘博亚雨林度假村）
- 巴拿马城（海滨大道）

本赛段任务摘要：
起跑线任务: 為了決定隊伍，參賽者被要求尋找位在宏望公园附近的行李箱專賣店，並從店內取得繫有巴拿馬國旗標示牌的手提行李箱帶回起跑線給菲爾·基奧漢判定。參賽者將依據帶著正確行李箱返回起跑線的順序進行排名，順序前列的參賽者可從剩餘的參賽者中選擇自己的搭檔，最後兩名參賽者則默認組隊。此外，22個行李箱中有一個放有本賽季唯一一張迅速通關卡。隊伍需自行乘坐交通工具前往洛杉磯國際機場以獲得前往巴拿馬兩班航班之一的機票。（作為默認組隊隊伍的安慰獎，該隊伍可搭乘菲爾·基奧漢的自駕車前往機場。）
绕道：队伍要选择“考眼界”或“考速度”任一任务。
- 在考眼界（Shoot）中，队伍要使用傳統划艇到達指定位置，利用弓箭射下兩條懸掛在竹竿上的銀魚就能獲得下一條線索。
- 在考速度（Scoot）中，队伍要在400公尺划艇競賽中擊敗一組專業划船選手。隊伍在第一次嘗試失敗後能得到50公尺的領先優勢，需要第三次嘗試的隊伍會被給予100公尺的領先優勢。

附加任务：
- [AT1]：到達巴拿馬城後，隊伍要前往米拉弗洛雷斯水闸尋找線索箱，以獲得下一條線索。
- [AT2]：到達甘博亞後，隊伍要前往莎柏蘭尼亞國家公園尋找樹冠之塔，以獲得繞道的線索。

### 第二段（巴拿马 → 巴西）

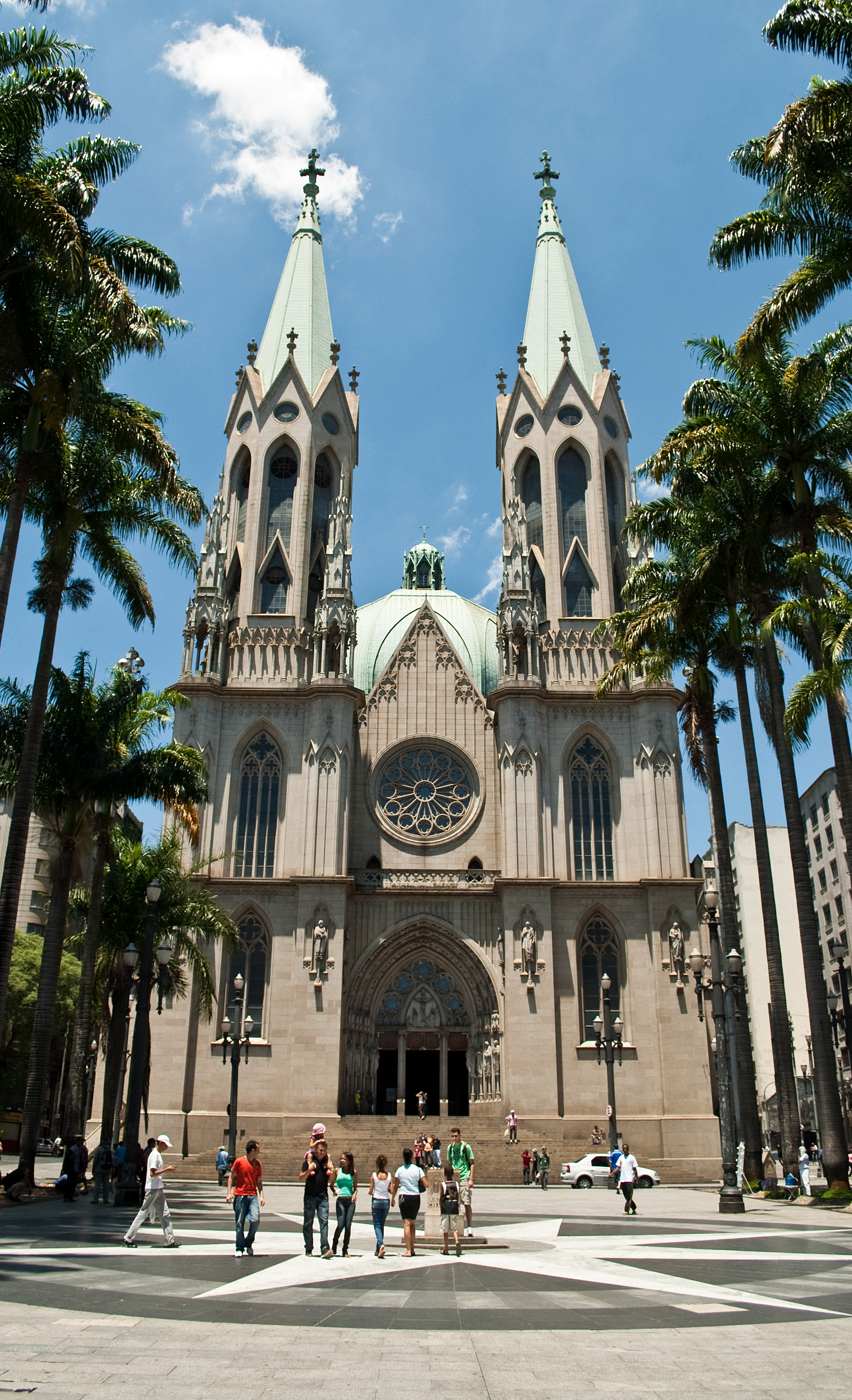
隊伍抵達聖保羅后，要前往主教座堂广场尋找線索。

- 巴拿馬城（托库门国际机场）到 巴西, 圣保罗（瓜鲁柳斯国际机场）
- 卡拉皮库伊巴（出租直升機場）[AT1]
- 圣保罗（主教座堂广场）[AT2]
- 圣保罗（圣伊菲热尼亚 - 奥索里奥街道 或 布拉斯區 - 高架橋下的倉庫）
- 圣保罗（圣保罗人大道）[AT3]
- 圣保罗（塞万提斯大樓）
- 圣保罗（特里亚农公園）

本赛段任务摘要：
绕道：队伍要选择“跟節拍”或“手腳並用”任一任务。
- 在跟節拍（Keep The Beat）中，一名隊員要學習一個叫“Chocalho”的打擊樂器，另一個學習一個叫做“Surdo”的鼓。然後隊伍要加入一個森巴舞隊伍，與他們合作進行一場演奏，裁判滿意后就能獲得下一條線索。
- 在手腳並用（Work Your Feet）中，队伍要前往倉庫，利用一些廢棄物料（例如：車胎，冰箱，重架，金屬罐和水桶）去正確組裝一系列的臨時健身器材，一旦专业拳击手檢查滿意后，就能獲得下一條線索。

路障：“誰喜歡一塵不染？”（"Who likes things squeaky clean?"）：一名队员需要乘坐升降機前往大樓的頂樓，然後從樓頂垂降到指定的窗戶前，隊伍要懸空清潔窗戶，當清潔工人檢查滿意后，就能獲得下一條線索。
附加任务：
- [AT1]：隊伍要前往出租直升機場，然後要签到报名登机，直升機會駛過聖保羅市的高空，然後降落到主教座堂广场附近的建築物。
- [AT2]：隊伍要前往主教座堂广场尋找下一道線索。
- [AT3]：隊伍要前往圣保罗人大道，尋找一名戴著紅黃圍巾，正在踩單車的女人，找到後這名女人會交出下一道線索。

### 第三段（巴西 → 坦桑尼亚）

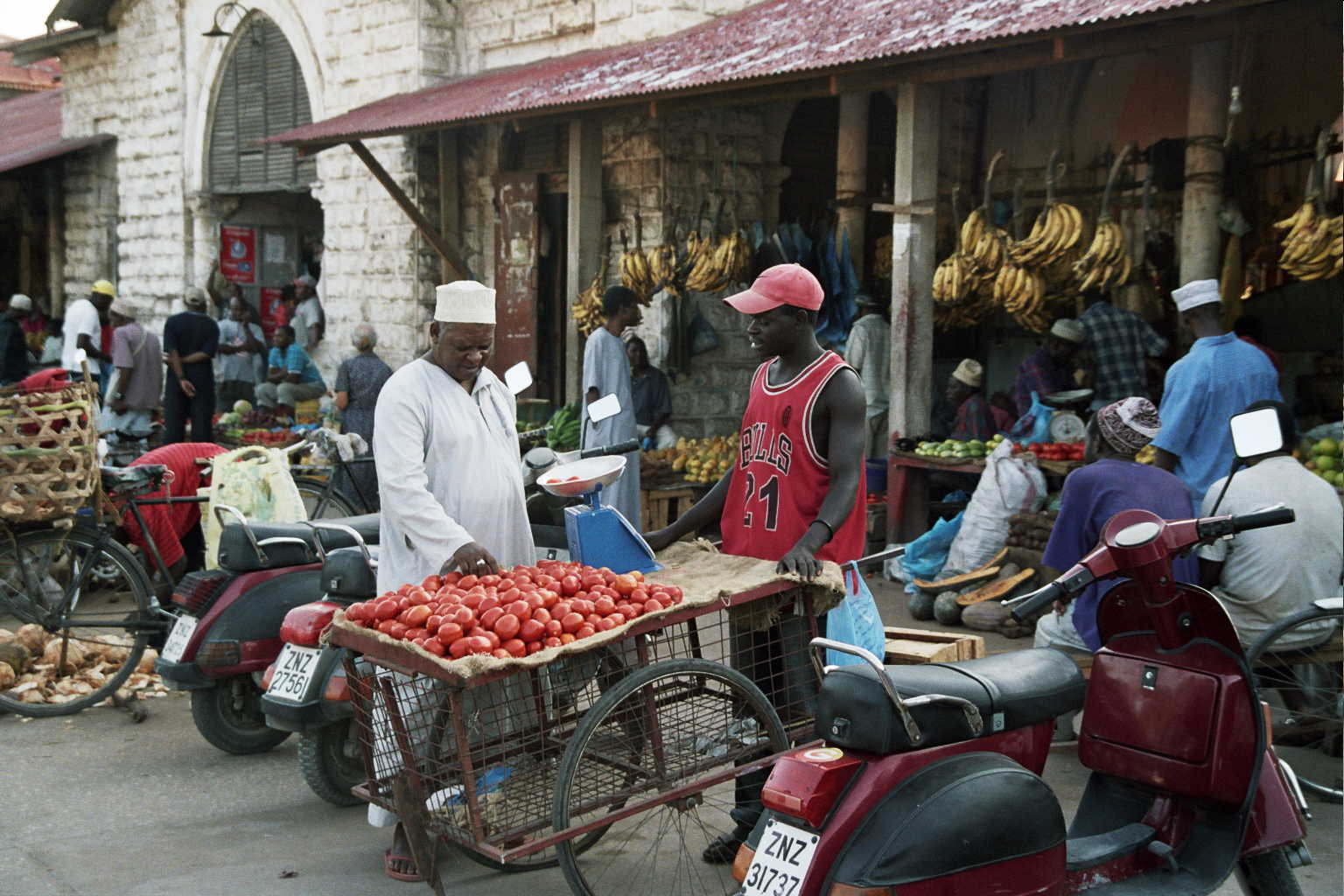
队伍要前往桑给巴尔岛最有名的達拉真尼市場，在哪里队伍要完成本赛段的路障任务。

- 聖保羅（瓜魯柳斯國際機場）到 坦桑尼亚, 达累斯萨拉姆（朱利葉斯·尼雷爾國際機場）
- 达累斯萨拉姆（阿斯卡里紀念碑）[AT1]
- 达累斯萨拉姆（阿扎姆海運碼頭）到 桑給巴爾，桑給巴爾市（海運碼頭）
- 桑給巴爾市（石头城- 高高通尼市場）
- 桑給巴爾市（石头城-達拉真尼市場）
- 桑給巴爾市（桑給巴爾艾默生壺魯茲旅館）

本赛段任务摘要：
绕道：队伍要选择“组装”或“编织”任一任务。
在进行任一绕道任务前，队伍要先乘坐传统阿拉伯帆船越过一个海湾到达另一岸。
- 在组装（Bulid it）中，队伍要在户外工作站利用提供的材料建造一个木桌，当木匠认为达到标准后，队伍要将建造好的木桌搬运到附近的学校。然后要在教室里学习四个斯瓦希里语的礼节问候语，学好后就能获得下一条线索。
- 在编织（Weave it）中，队伍要根据指定格式，用椰子叶编制一个篮子，完成后就能获得下一条线索。

路障：“誰准备好做市场研究？”（"Who is ready to do some market research?"）：一名队员会收到一张购物清单，清单上有18种当地的食材。队伍要进入迷宫般的市场并用他们自己的资金（美金 或 坦桑尼亚先令）把所有食材买齐。当市场经理检查每一样食材无误后，就能获得下一条线索。
附加任务：
- [AT1]：在阿斯卡里紀念碑，队伍要找到附近的一个报纸摊，然后拿一份报纸，在报纸上寻找下一道线索。

### 第四段（坦桑尼亚）

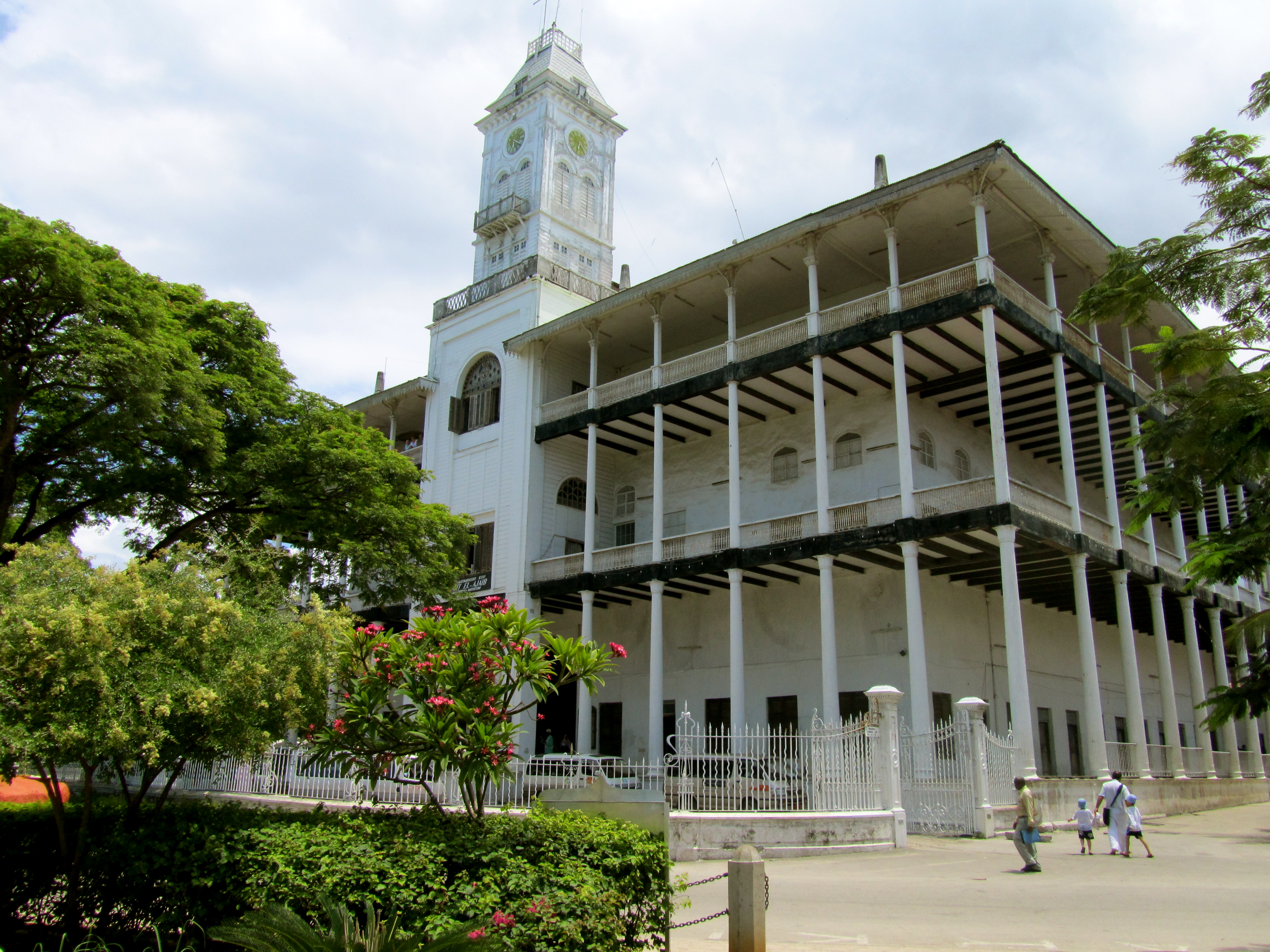
本赛段其中一个绕道任务要求选手在石头城的小巷里寻找伊斯兰式的皇家门，其中一个就位于图中的奇迹之屋。

- 桑给巴尔市（石头城 - 默丘里之家）[AT1]
- 桑给巴尔市（石头城 - 铝塔米米古玩店 或 索古穆浩高街，奇迹之屋，桑给巴尔老堡垒）
- 桑給巴爾市（海運碼頭）到 达累斯萨拉姆（阿扎姆海運碼頭）
- 達累斯薩拉姆（達累斯薩拉姆小工業合作社）[AT2]
- 马萨西（可可海滩）

本赛段任务摘要：
绕道：队伍要选择“开锁”或“敲门”任一任务。
- 在开锁（Lock）中，队伍要在古玩店，翻找上百個抽屜櫃子。隊伍要發現每個櫃子都有暗格，他們要找到暗格和裡面的鑰匙。而在鑰匙上會有一張動物圖紙，隊伍要找到附有相應動物圖案雕刻的鎖的櫃子，打開就能獲得下一條線索。
- 在敲门（Knock）中，队伍要在石頭城的小巷裡尋找皇家門。隊伍要嘗試敲每一扇看到的門，如果那扇門是正確的皇家門，門就會打開，裡面的人會給他們一個雕刻藝術品，收集齊三個就能獲得下一條線索。

路障：“造一个不锈钢过滤勺”（"Make a ladle strainer"）：一名队员要製造一個不鏽鋼過濾勺。他們要先剪切好鋁合金造成勺子的形狀，然後要在上面打孔。完成這一部分後要剪切另一塊金屬來製造手柄。最後要將勺子和手柄兩部分組裝交給裁判檢查，滿意後就能獲得下一條線索。
附加任务：
- [AT1]：在赛段一开始，队伍被指示要寻找法罗谢赫·布萨拉（Farrokh Bulsara）的房子，队伍要自行联想到法罗谢赫·布萨拉其实是英国歌手弗雷迪·默丘里（Freddie Mercury）的原名，队伍要前往他童年居住的房子找到下一条线索。
- [AT2]：抵達達累斯薩拉姆後，隊伍要前往小工業合作社裡的辦公室，裡面的主管會交出下一條線索。

### 第五段（坦桑尼亚 → 挪威）

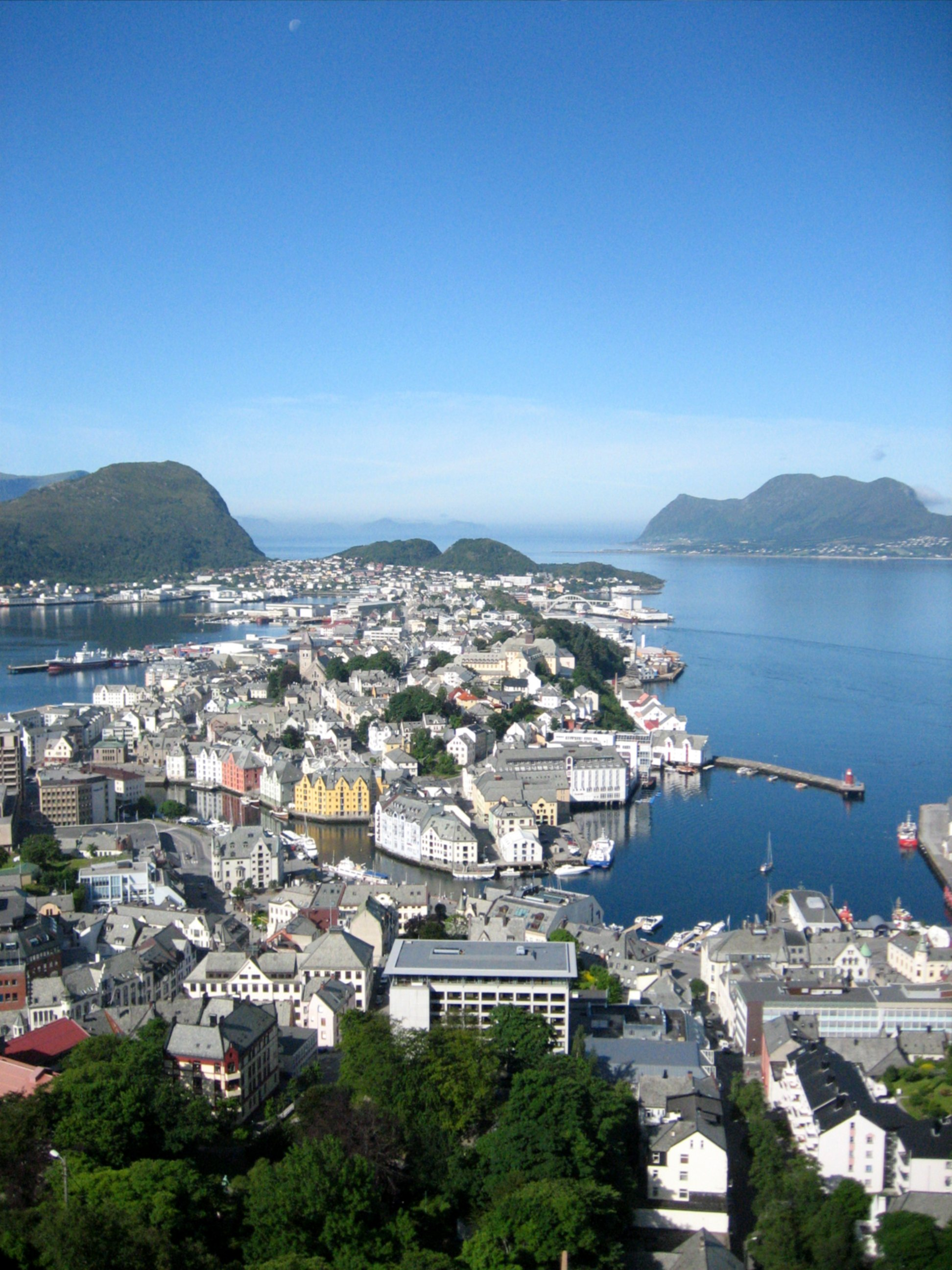
本賽段的中繼站在艾拉斯克山頂，在這裡能欣賞到奥勒松的全景。

- 達累斯薩拉姆（朱利葉斯·尼雷爾國際機場）到 挪威, 奥勒松（奥勒松機場）
- 古德島（贺斯坦登菲尔灯塔）[AT1]
- 奥勒松（史林尼根）
- 奥勒松（奥勒松市中心 或 獨木舟旅遊代辦處）
- 奥勒松（艾拉斯克山頂）

本赛段任务摘要：
通行证：队伍要乘坐直升机，然后要在10000英尺（3000米）的高空进行高空跳伞，着陆后就能获得通行证。
路障：“誰要打破世界紀錄？”（"Who wants to help break a world record?"）：一名队员要爬上由31000个木制托盘堆砌而成的13层楼高的高塔。爬上去后，队员要为之后的篝火节日将一个托盘钉在塔顶，钉好后就能获得下一条线索并爬回地面。
绕道：队伍要选择“山怪”或“釣魚”任一任务。
- 在山怪（Trolls）中，队伍要前往市中心的歌剧院，在那里一名女演员会交给他们一个卷轴，里面写着一首诗。然后队伍要根据提供照片的雕刻图案前往市内的六个有相应雕刻的建筑物，到达后，队伍要在门外大声念出一开始拿到的那首诗，然后门会打开，里面的精灵会给他们一枝巨大的烟火棒，然后要把烟火棒搬回歌剧院，收集齐六枝烟火棒后既能获得下一条线索。
- 在釣魚（Troll）中，队伍要前往獨木舟旅遊代辦處，然后拿起皮划艇和桨在沿着奥勒松的运河划艇，他们要一边划艇一边在众多的路亚钓的鱼饵中，寻找着印有中继站名字的鱼饵，找到后就能根据名称前往中继站。

附加任务：
- [AT1]：队伍要自驾前往贺斯坦登菲尔灯塔，抵达后每名队员要各自吃完一碟传统的生岩鱼，吃完后就能获得下一条线索。

### 第六段（挪威 → 意大利）

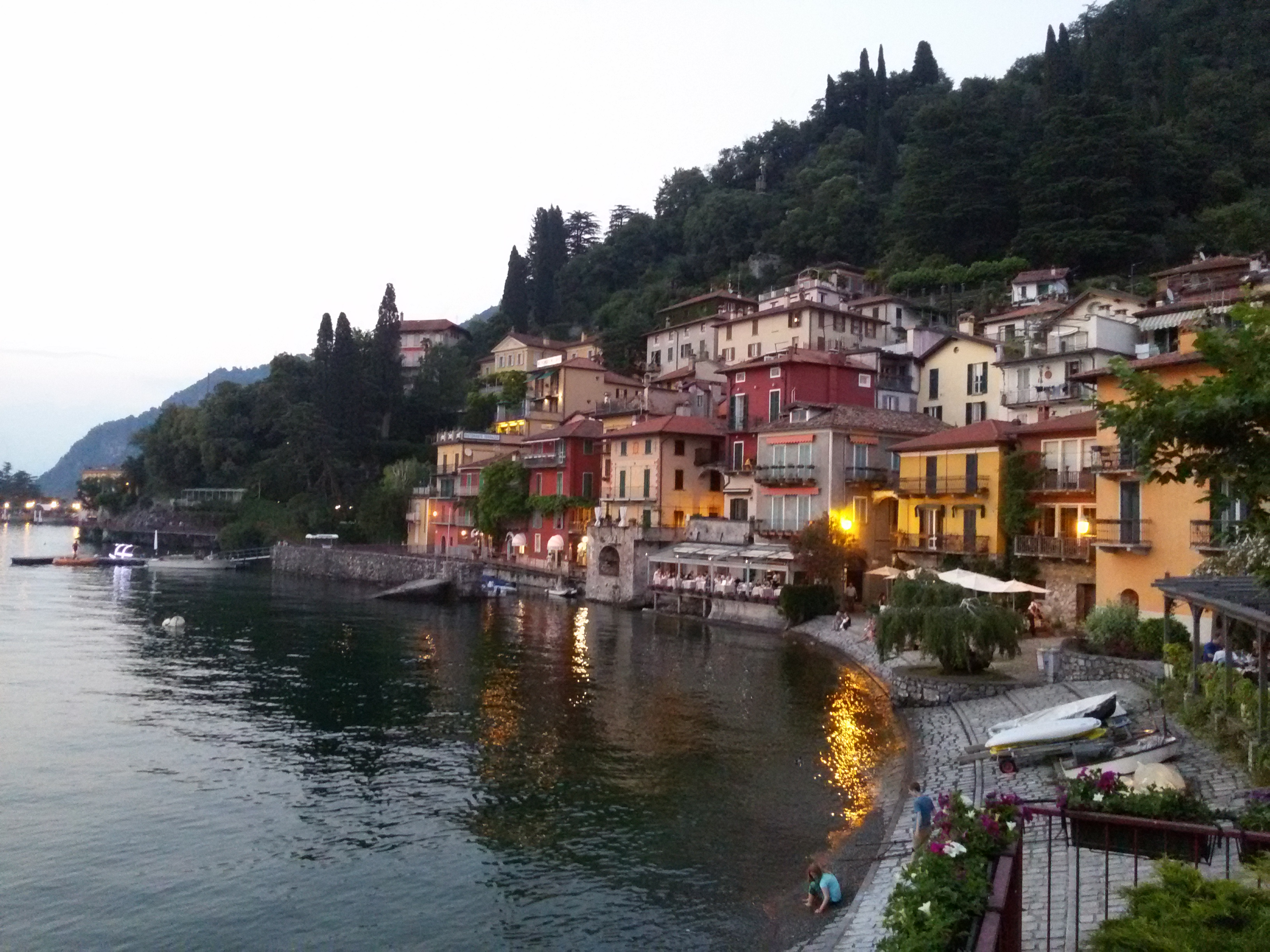
本赛段将集中在科莫湖沿岸的村莊小镇，其中包括瓦伦纳.

- 翁达尔斯内斯（翁达尔斯内斯火车站）到于倫薩克爾（奥斯陆机场站）[AT1]
- 奥斯陆（奥斯陆加勒穆恩机场）到 意大利, 米兰（米兰-马尔彭萨机场）
- 米兰（丰塔纳广场）[AT2]
- 米兰（ATMosfera电车餐厅）
- 切尔诺比奥（科莫碼頭）到 瓦伦纳（瓦伦纳码头）[AT3]
- 瓦伦纳（君王绿径四号）
- 佩尔莱多（韦齐奥城堡）或 梅纳焦（班尼迪托堡湖畔大道）
- 特雷梅佐（特雷西奥·奥利韦利公园） [AT4]

本赛段任务摘要：
路障：“誰对下一道线索饥肠辘辘？”（"Who's hungry for the next clue?"）：一名队员要登上移动电车餐厅（一次只允许坐四队），然后在电车行驶途中队伍要观察窗外，寻找三个标记的单词，分别为Cernobbio, Concordia, 和 Lago。并且观察期间，队伍会同时收到一份玉棋和一份意大利饺，队伍需要在电车停下前讲这两道菜吃完。电车停下后队伍要下车找到车长并告诉他刚才看到的三个单词，全部正确就能获得下一条线索，错了任何一个都必须重新再做一次。
绕道：队伍要选择“造模”或“抓緊”任一任务。
- 在造模（Make a Mold）中，队伍要制作一个鬼魂形状的石膏塑像，一名队员要围上已定好型的金属丝网作为模具，另一名队员要在模具上涂上石膏，完成后就能获得下一条线索。
- 在抓緊（Grab a Hold）中，队伍要前往一个悬崖底下，一名队员要在底下拉好安全绳索，协助另一名队员要爬上90英尺（27米）的悬崖拿到挂在悬崖上的线索卡。

附加任务：
- [AT1]：队伍要使用提供的手机和软件，自行订购前往米兰，意大利的机票。
- [AT2]：抵达米兰后，队伍要前往丰塔纳广场找到下一条线索。
- [AT3]：完成路障任务后，队伍要前往切尔诺比奥的科莫码头，并要按抵达顺序登记翌日的出发时间（分别由7:00am到7:30am，每队相隔五分钟），登记完后队伍可以登上蒸汽船过夜休息。
- [AT4]：完成绕道任务后，队伍要乘坐出租船前往特雷梅佐，寻找本赛段的中继站。

### 第七段（意大利）
- 米蘭（埃马努埃莱二世拱廊街）

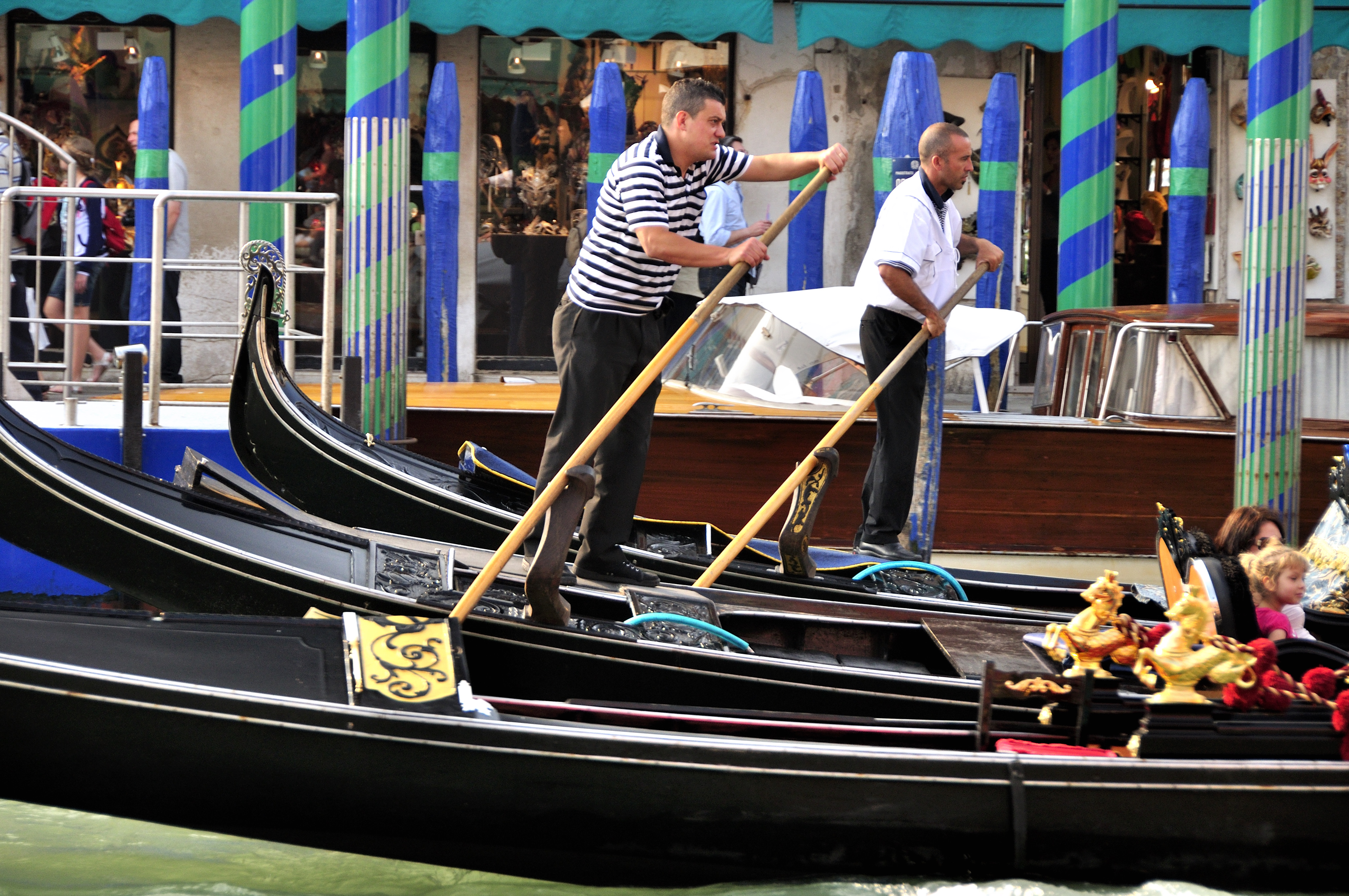
本賽段其中一個繞道任務，選手將要化身為威尼斯的傳統船夫。

- 米蘭 到 威尼斯（特隆凱托島）
- 威尼斯（特隆凱托島站 到 圣马可广场）[AT1]
- 威尼斯（Trattoria al Ponte del Megio 或 聖保羅廣場）
- 威尼斯（澤諾比奧宮） [AT2]
- 威尼斯（坎波聖維奧）

本赛段任务摘要：
绕道：队伍要选择“唱歌”或“搬運”任一任务。
- 在唱歌（Sing it）中，队伍要換上指定的船夫服裝，學習一首意大利的小夜曲，然後登上船，在大运河運行途中，向乘客獻唱剛才學習的曲子，當旁邊的曼陀林手對他們的表演滿意後，就能獲得下一條線索。
- 在搬運（Bring it）中，队伍要化身為搬運工，利用行李箱的小車，將一大堆行李運送到指定的酒店。途中需要經過狹窄曲折的街道，巷道，小橋和階梯。當全部行李都運送到酒店後就能獲得下一條線索。

路障：“誰戴上假面具？”（"Who has masked intentions?"）：一名队员要在劇場內正在表演義大利即興喜劇的演員中選擇一名，然後用顏料完美複製他們臉上戴的面具，被裁判判定滿意後，就能獲得下一條線索。
附加任务：
- [AT1]：抵達威尼斯後，隊伍要乘坐水上計程車前往圣马可广场，在哪裡找到一個拿著賽段標誌掃把的清道夫，他會交出下一條線索。
- [AT2]：完成繞道任務後，隊伍要再次乘坐水上計程車前往路障地點 - 澤諾比奧宮。

### 第八段（意大利 → 希腊）

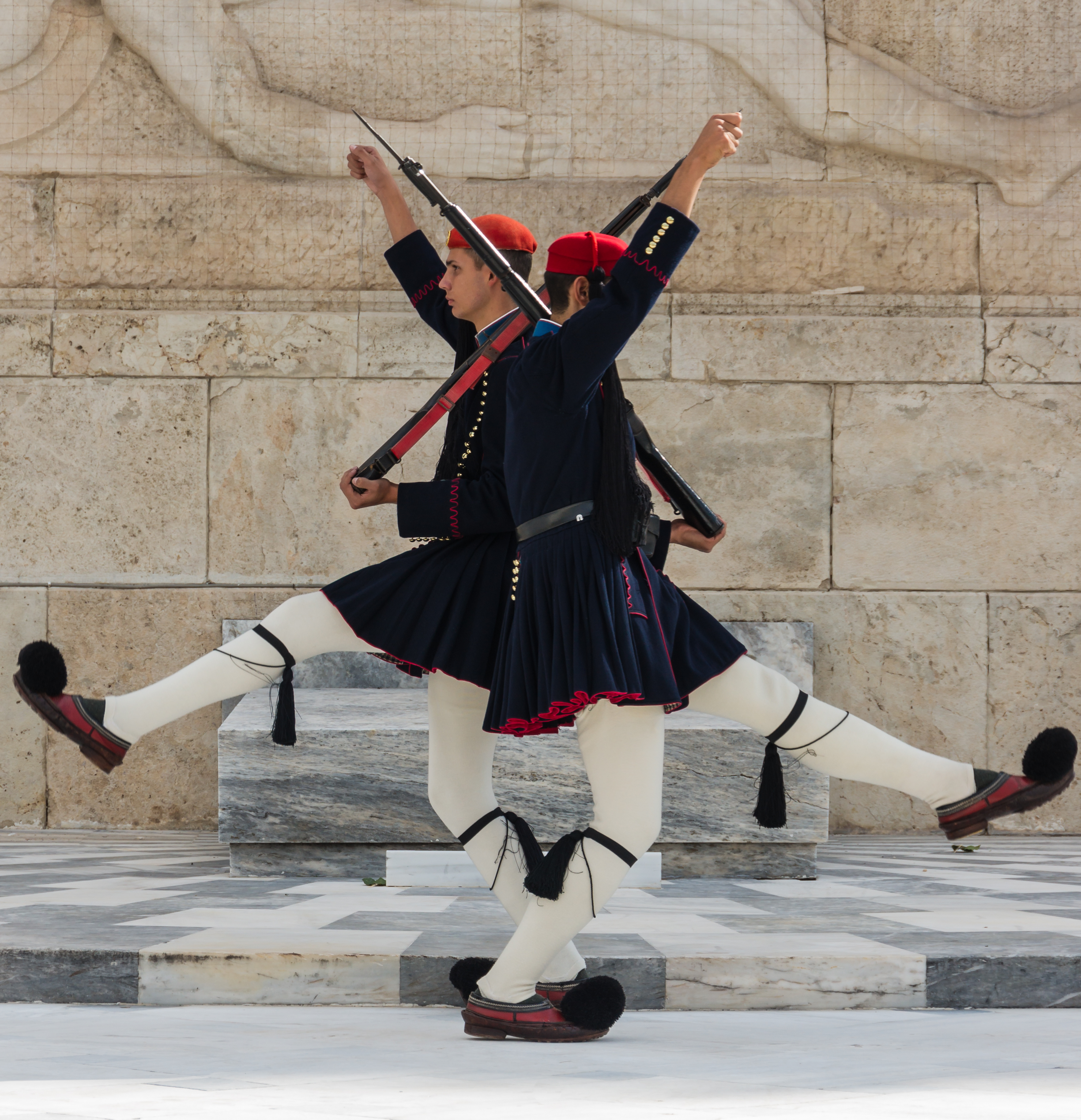
本賽段的路障任務，隊員要穿上埃夫佐尼-希臘輕步兵的服裝，然後完成一系列的換崗動作.

- 威尼斯（威尼斯-泰塞拉机场） 到 巴里（巴里卡羅爾蒂瓦機場）
- 巴里（巴里碼頭） 到 希腊, 帕特雷（帕特雷碼頭）
- 阿拉霍瓦（市鎮廣場）
- 阿拉霍瓦（Kaplanis酒館 或 Egarsios長階梯以及圣乔治教堂）
- 雅典（帕那辛納克體育場）[AT1]
  -  雅典（街頭快餐車）
- 雅典（扎皮翁宫）
- 雅典（雅典衛城-亚略巴古）

本赛段任务摘要：
绕道：队伍要选择“贺新娘”或“贺新郎”任一任务。
- 在贺新娘（For the Bride）中，队伍要到達一個酒館，牵一头毛驴，沿着指定路线运送两罐牛奶给村里的两位老奶奶，各换取一块奶酪，然后把两块奶酪送到婚禮現場，交给新娘就能完成任務。
- 在贺新郎（For the Groom）中，队伍要和当地人比赛爬252节台阶到达山顶的圣乔治教堂，在那裡兩名隊員要各自拿一隻活的绵羊和山羊，把绵羊和山羊扛下山到婚禮現場，交給新郎就能完成任務。

完成任一任務後，隊伍都會獲得一個碟子，根据当地习俗砸碎碟子后就能获得嵌在碟子里的线索。
減速障礙：Liz & Michael由于上赛段最后一名到达，本赛段要进行一项额外的减速任务：兩名隊員要到達路邊的一個快餐車，然後要幫忙準備當地的一道地道美食-烤羊雜碎（kokoretsi）。隊伍要將內臟串好，然後拿腸衣把內臟裹實，廚師滿意後隊伍就能繼續前進。
路障：“誰可以回到從前？”（"Who thinks they can step in time?"）：一名队员要換上埃夫佐尼-希臘輕步兵的服裝，然後要學習一系列的換崗動作，當能準確無誤的在軍官面前演示一次後，就能獲得下一條線索。
附加任务：
- [AT1]：抵達雅典後，隊伍要前往帕那辛納克體育場，隊伍要在那裡繞著整個運動場跑一圈，跑完後就能獲得下一條線索。

### 第九段（希腊 → 越南）
- 科林斯（科林斯运河）

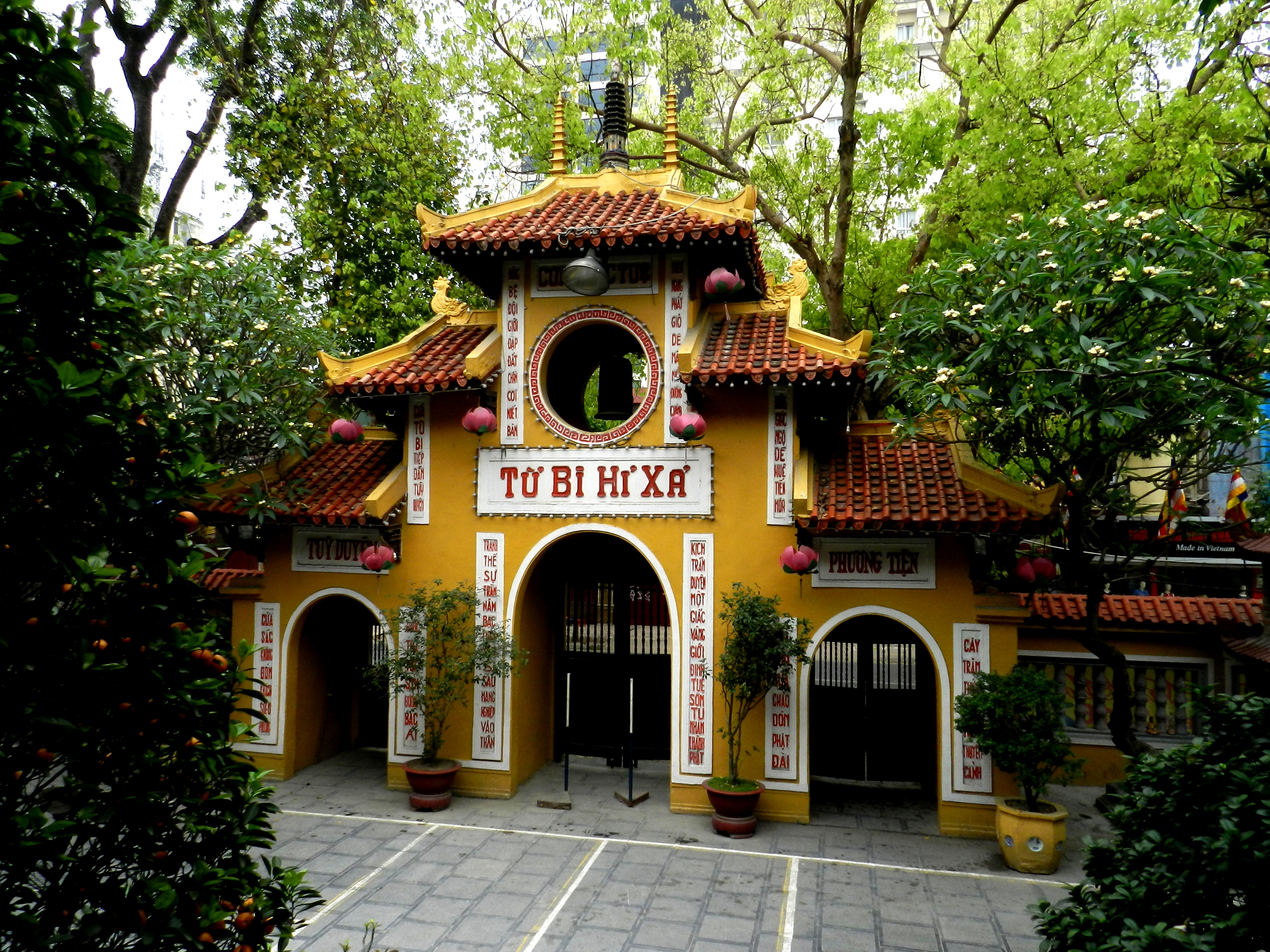
抵達河內後，隊伍被要求前往館使寺，裡面的寺長會交出繞道線索.

- 雅典（雅典国际机场）到 越南, 河内（內排國際機場）
- 河內（英迪拉甘地公園-李公蘊花園）[AT1]
- 河內（館使寺）[AT2]
- 河內（杭威街42號和橋木街50號 葛南街或陳凸輪街）
- 河內（統一地區公園）

本赛段任务摘要：
路障：“誰想聽見自己的尖叫？”（"Who's ready for the long stretch?"）：一名队员要回顧第九季的任務，站在科林斯运河的橋上，然後完成240英尺（73米）的蹦極，完成後就能獲得下一條線索。
绕道：队伍要选择“爬上竹梯”或“設計櫥窗”任一任务。
- 在爬竹梯（Bamboo Climb）中，队伍要到達一個竹梯店鋪，拿一把有賽程標誌的15英尺大長梯，然後徒步穿過混亂的街道到達一個小公寓樓。然後要設法把大長梯通過狹窄的樓道和樓梯到達公寓樓的陽台，再利用長梯拿到掛在高處的鳥籠，把鳥籠和長梯送回原本店鋪後就能獲得下一條線索。
- 在設計櫥窗（Window Design）中，队伍要拿三個人體模型-一個男人，一個女人和一個小孩。然後徒步穿過混亂的街道到達一個服裝店，根據店鋪提供的照片，將對應的服裝穿在人體模型上並放到櫥窗前，店員判定無誤後就能獲得下一條線索。

附加任务：
- [AT1]：抵達河內後，隊伍要前往李公蘊花園，要在一群跳廣場舞的女人中，找出揮著黃色線條的扇子的舞者，舞者會交出下一條線索。
- [AT1]：隊伍要前往館使寺，抵達後隊伍要給寺廟捐出一些資金（未播出），然後寺長會交出下一條線索。

### 第十段（越南）

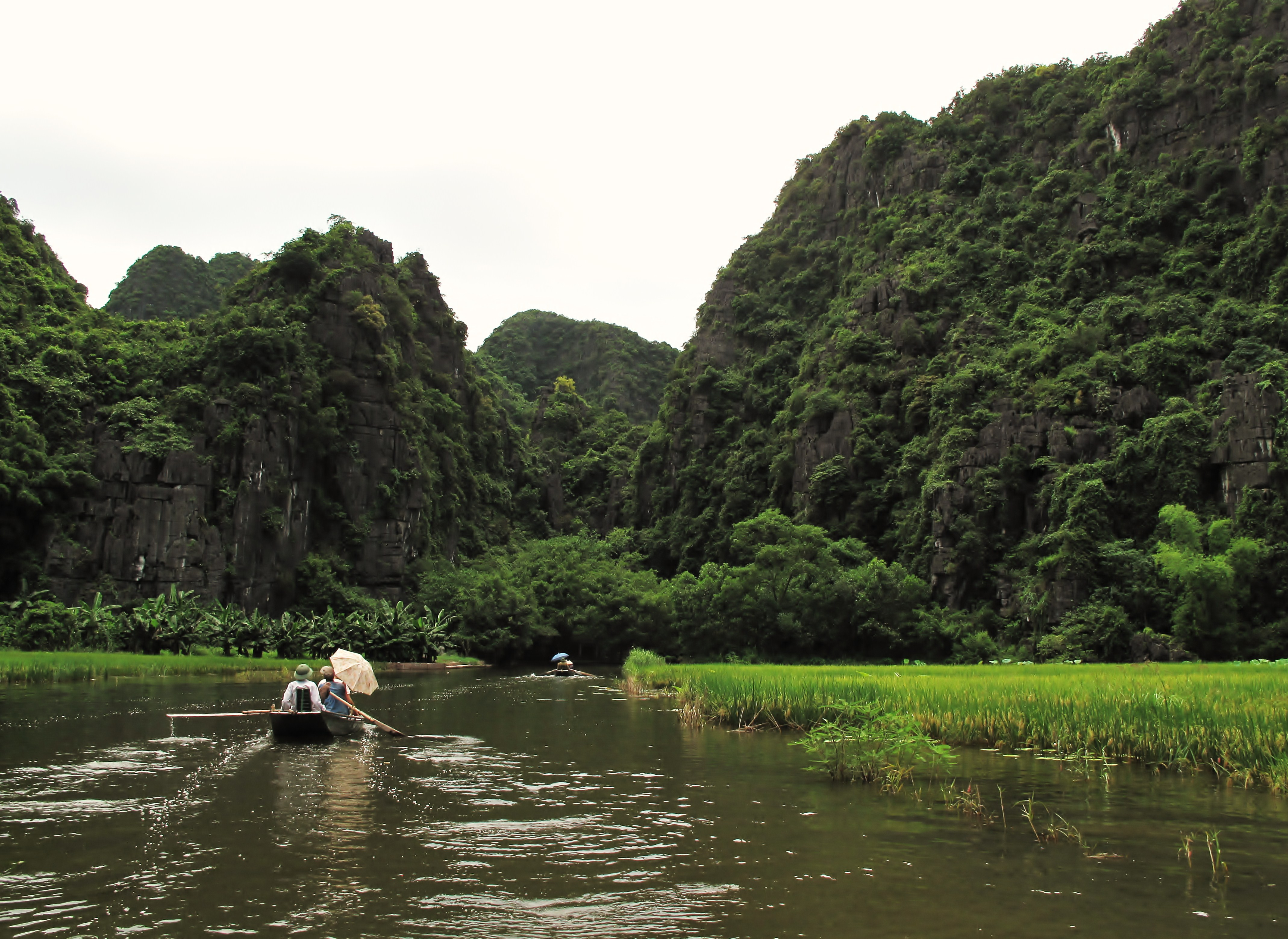
本賽段將前往越南北部，以石灰岩地形聞名的宁平省.

- 河內（美亭长途汽车站）到 宁平省
- 宁平（三谷碼頭）[AT1]
- 宁平（碧洞寺）[AT2]
- 宁平（海南村）
- 宁平（丹泰圍濱城）[AT3]
- 宁平（杭華峰）[AT4]

本赛段任务摘要：
減速障礙：Tara & Joey由于上赛段最后一名到达，本赛段要进行一项额外的减速任务：兩名隊員要在農地裡收集六打鴨蛋，完成後就能繼續前進。
路障：“誰感到被困？”（"Who's feeling trapped?"）：一名队员要回顧第三季的任務，隊員要將正確數目的大小蝦籠裝載在單車上，然後要騎車到達1英里（1.6公里）外的指定地點就能獲得下一條線索。
附加任务：
- [AT1]：隊伍要從河內乘坐長途巴士前往宁平省，抵達後，隊伍會各自拿到兩輛自行車，隊伍將會騎車完成這個賽段。
- [AT2]：隊伍要騎車前往碧洞寺，拿到Travelocity的地精吉祥物，隊伍將要攜帶地精完成這個賽段。
- [AT3]：隊伍抵達丹泰圍濱城後，隊伍要收集拜神用品（包括紅色餐巾，蠟燭，鮮花和紙錢），然後隊伍要用小船將這些物品運送到在陸龍灣上行駛的一艏龍船上。但隊伍會有一個要求，就是必須要學當地的傳統-用腳來划船。一旦將所有物品運送完畢，就能獲得下一條線索。
- [AT4]：隊伍要爬上大約500階的階梯，登上臥龍山的山頂，也就是本賽段的中繼站。

### 第十一段（越南 → 韩国）

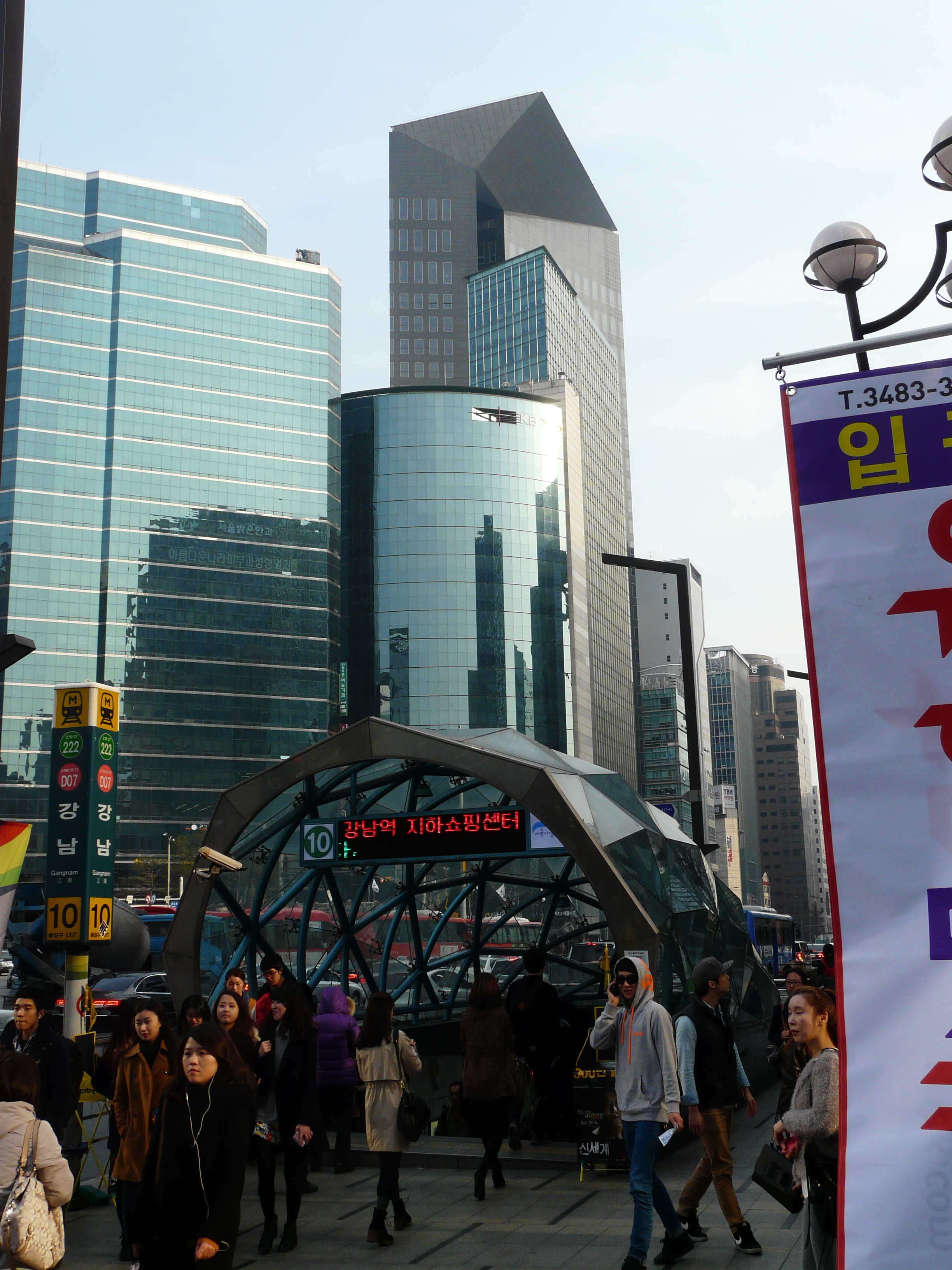
抵達首爾後，隊伍要前往江南站尋找這在K-pop舞台上跳舞的舞者，舞者會交出下一條線索。

- 河內（內排國際機場）到 韩国，首尔（仁川國際機場）
- 首爾（江南區- 江南站）[AT1]
- 首爾（漢陽大學體育館）
- 首爾（武溪園）[AT2]
- 首爾（OGN電競館）
- 首爾（三岛）

本赛段任务摘要：
路障1：“谁擅长堆叠？”（"Who stacks up?"）：一名队员要挑戰競技疊杯的運動，隊員要在七秒鐘內將三種格式的杯子按規律疊高後還原，挑戰成功就能獲得下一條線索。
路障2：“谁要掌握控制？”（"Who's gonna take control?"）：一名队員要在OGN電競館，和專業的電子競技玩家挑戰街頭霸王V，嘗試在十回合內打敗他們。要是隊員在十回合內失敗，隊員將會獲得優勢-對手只允許單手操縱。如果十回合後再失敗，隊員會獲得另一個優勢-對手會被蒙住眼睛。一旦隊員成功將對手打敗，就能獲得下一條線索。
附加任务：
- [AT1]：隊伍抵達首爾後，要前往江南站，在那裡要找到一個室外k-pop表演舞台，找到後舞者會交出下一條線索。
- [AT2]：完成首個路障任務後，隊伍要前往武溪園。隊伍要學習製作傳統泡菜。被裁判判定滿意後，隊伍要將製作好的泡菜放進罐子裡，再將罐子封好埋在土壤中发酵。全部完成後就能獲得下一條線索。

### 第十二段（韩国 → 美国）

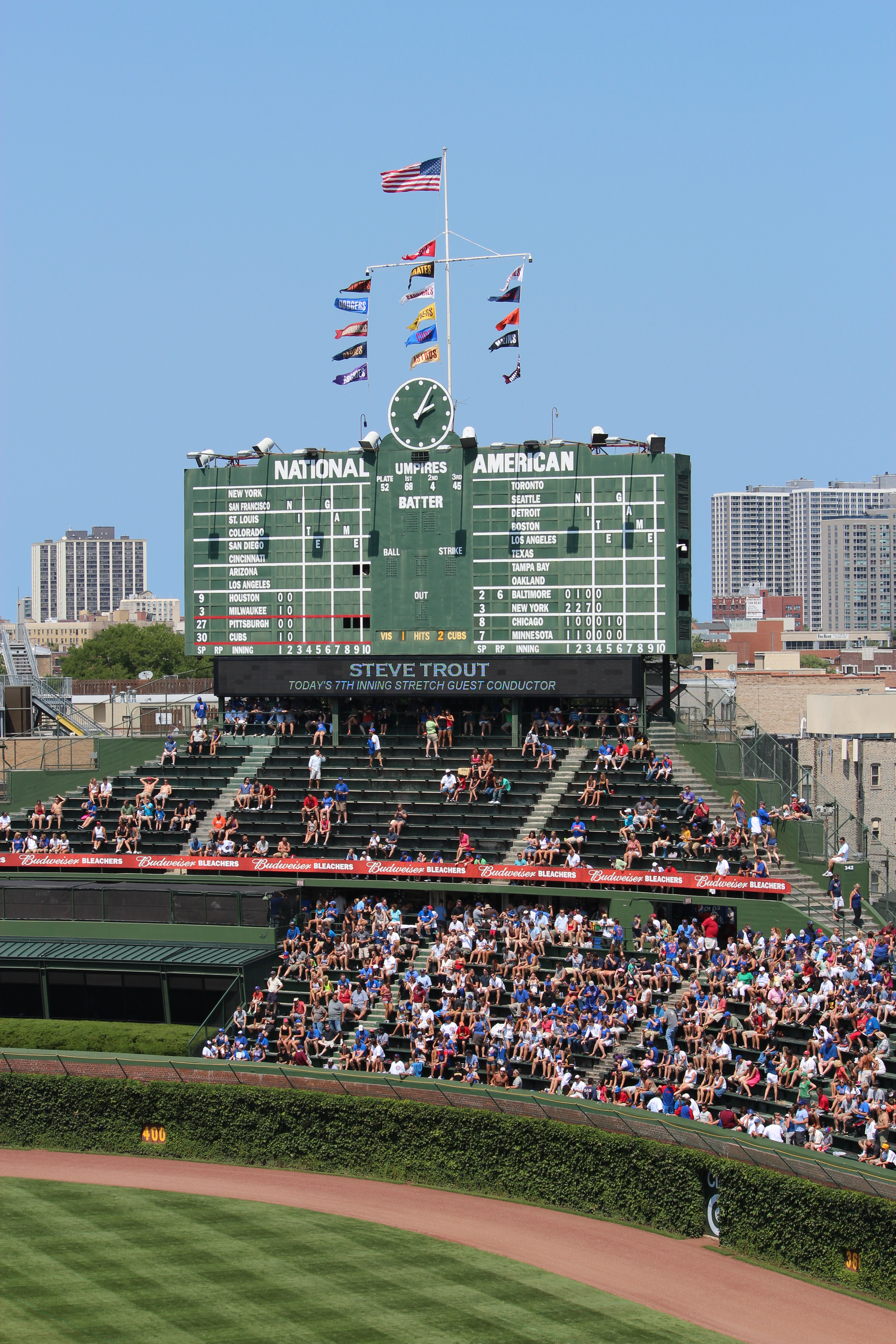
在最終賽段，隊伍要前往芝加哥小熊的主場-瑞格利球场，在那裡隊伍會進行與手轉記分牌有關的終極任務.

- 首爾（仁川國際機場）到 美国，伊利诺伊州，芝加哥（奥黑尔國際機場）
- 喬利埃特（芝加哥高速賽道）[AT1]
- 芝加哥（門羅站）[AT2]
- 芝加哥（芝加哥水塔，白金汉喷泉 和 瓦巴什大道桥）[AT3]
- 芝加哥（芝加哥市政厅屋頂花園）[AT4]
- 芝加哥（瑞格利熱狗店）[AT5]
- 芝加哥（瑞格利球場觀眾席- 3639北谢菲尔德大道）[AT6]
- 芝加哥（瑞格利球场）[AT7] [AT8]
- 芝加哥（米爾頓李橄欖園）

本赛段任务摘要：
附加任务：
- [AT1]：在芝加哥高速賽道，一名隊員要在40秒內為纳斯卡赛车更換一個車胎。一旦完成後，另一名隊員要在48秒內駕車圍繞賽道跑一圈，全部完成後，他們會在冠軍頒獎台上拿到下一道線索。
- [AT2]：在門羅站，隊伍要找到指定的城市工人，工人會交出下一條線索。
- [AT3]：隊伍要根據線索上的三個謎語。將它們解開然後會發現他們要去的三個芝加哥的地標，分別為：(1) I have a Gothic spire and I'm impervious to fire I'm 154 feet tall and no higher（芝加哥水塔），(2) I am tired like a wedding cake from me a drink you should not take to find me look no further than the lake（白金汉喷泉）和 (3) I stand in the twin corn...'s shadow and control the Kupcinet bascule for those below climb the steps to my operator and you'll be good to go（瓦巴什大道桥）。在每一個地方，隊伍會從一個指定的人手中獲得一張明信片，集齊三張明信片並將它們拼在一起，就能拼出下一個地點- 芝加哥市政廳的屋頂花園（City Hall Rooftop）。
- [AT4]：在屋頂花園，隊伍會找到一個養蜂人，他會交出下一條線索。
- [AT5]：在熱狗店，隊伍要製作十個芝加哥式热狗，做完後要將它們送到瑞格利球场。
- [AT6]：隊伍要將做好的熱狗送到指定的觀眾席，將熱狗全部送到觀眾手中后，觀眾裡的第十九季的冠軍隊伍-Ernie & Cindy會交出下一道線索。
- [AT7]：在球場內，一名隊員要前往新聞廣播台，另一名隊員要進入手轉記分牌的背面。在廣播台的隊員要用望遠鏡觀察手轉記分牌正面印著的城市名字（全部對應去過的11個賽段的城市），然後透過對講機告訴在記分牌背面的隊員，在記分牌對應的位置放上對應的數字（該數字為該隊伍在該賽段的名次）。一旦全部數字（名次）對應城市名字正確，他們會被告知前往棒球的本垒位置。
- [AT8]：在本垒位置，那裡的裁判會交給隊伍一張紙，紙上有三條不同的簡單公式，但對應的不是數字而是城市名字，隊伍要將他們的名次數字代入公式，然後各自算出一個數字，將最後的三個數字組成一個三位數。最後根據得到的三位數字，找到觀眾席中對應號碼的座位，就能得到最後的線索，往終點線衝刺。